# میجی سیکا
میجی سیکا (انگلیسی: Meiji Seika) شرکت صنایع غذایی ژاپنی است، که در سال ۱۹۱۶ تأسیس شد و هم‌اکنون زیرمجموعه‌ای از شرکت میجی هولدینگز می‌باشد.